# Studio Vit
Studio Vit è stato un gruppo redazionale italiano specializzato in videogiochi e informatica, che ha acquisito una discreta rilevanza negli anni novanta per aver creato alcune delle più importanti riviste del settore informativo-videoludico italiane.

## Storia
Era guidato da Riccardo Albini, noto soprattutto per aver creato il Fantacalcio; gli altri componenti dello studio erano Alberto Rossetti e Benedetta Torrani.
Nel gennaio 2000 lo Studio Vit s.r.l. è stato acquisito per il 70% da Kataweb del Gruppo Editoriale L'Espresso. Kataweb era interessata soprattutto al Fantacalcio, il cui portale fantacalcio.it era allora la più grande comunità sportiva di Internet in Italia, con 60.000 squadre iscritte e 3 milioni di visite al mese.
Lo studio è stato anche una s.n.c.

## Pubblicazioni
Tra le riviste realizzate dal gruppo:
- Videogiochi (in seguito Videogiochi & Computer) - dal numero 1 (gennaio 1983) al numero 36 (aprile 1986)
- Zzap! - dal numero 1 (maggio 1986) al numero 22 (aprile 1988)
- K - dal numero 1 (dicembre 1988) al numero 68 (gennaio 1995)
- Game Power - dal numero 1 (dicembre 1991) al numero 66 (novembre 1997)
- Fantacalcio (settimanale ufficiale) - prima uscita 20-26 agosto 1999 (ISSN 1129-039)
- Zeta (in seguito PCZeta) - dal numero 1 (febbraio 1995) al numero 69 (marzo 2001)

A metà degli ottanta lo Studio Vit curava anche la rubrica di informatica Ottobit all'interno del settimanale Topolino.